# Kamil Henner (právník)

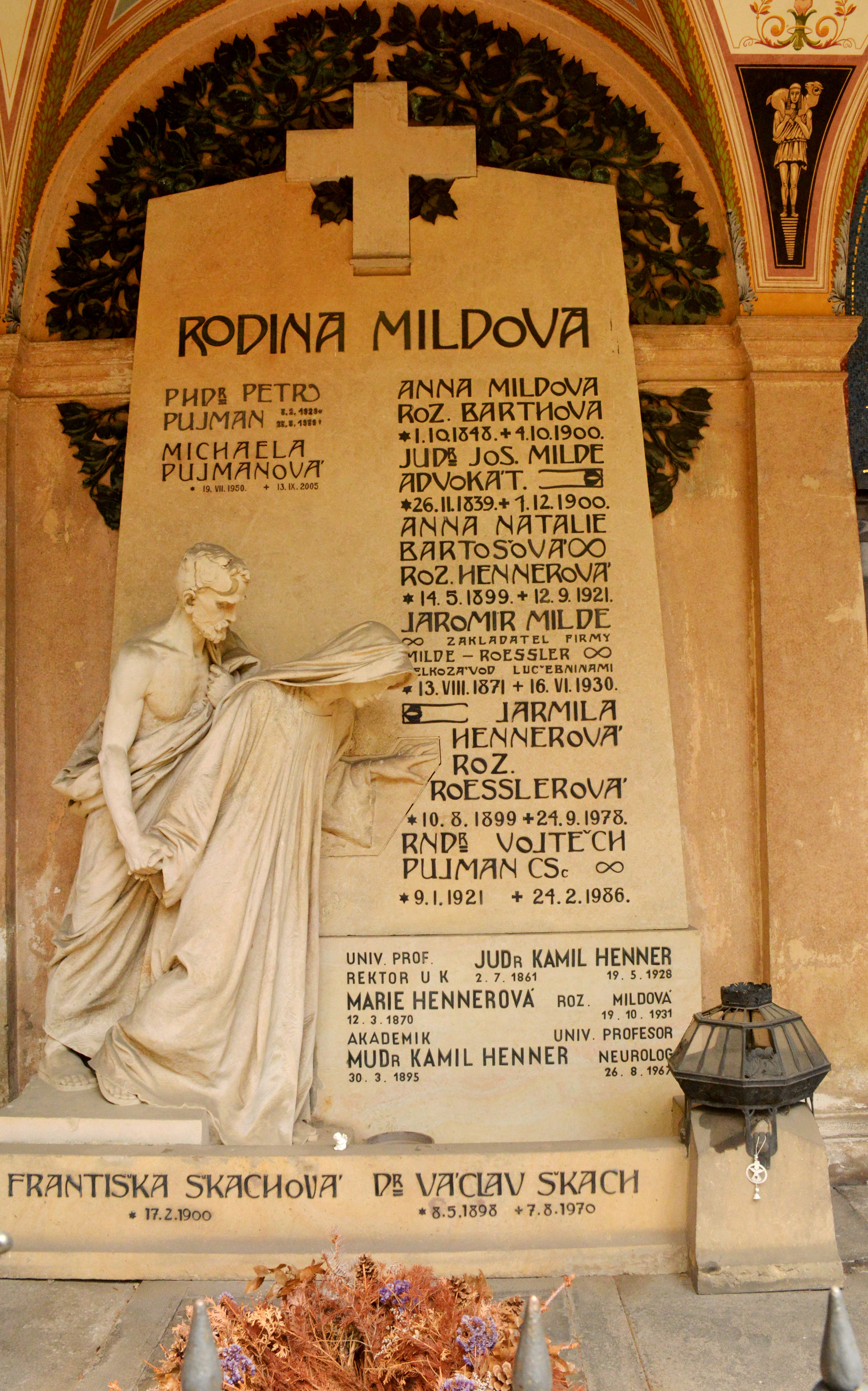
Rodinná hrobka na Vyšehradském hřbitově v Praze

Kamil Henner (2. července 1861 Plzeň – 9. května 1928 Praha) byl český právník, profesor církevního práva na pražské univerzitě, ve školním roce 1914–1915 její rektor. Věnoval se i obchodnímu školství. Byl oceňovaný pro hluboké znalosti i poutavé přednášky.

## Život
Pocházel z plzeňské úřednické rodiny. Vystudoval pražskou právnickou fakultu, kde se zaměřil na církevní právo. Když se roku 1882 univerzita rozdělila na českou a německou část, byl právě ve čtvrtém ročníku. Katedra církevního práva tehdy na české fakultě nevznikla pro nedostatek pedagogů, studenti tohoto oboru museli absolvovat přednášky a zkoušky v němčině. Henner se zapojil do překladu Rittnerovy knihy Prawo Kościelne Katolickie, která se pak na řadu let používala jako učebnice. V roce 1884 zde získal titul doktora obojího práva (JUDr.), poté učil v Praze na obchodní akademii a také absolvoval studijní pobyt v Berlíně, Göttingenu a Ženevě.
Roku 1887 se habilitoval, v roce 1894 byl jmenován mimořádným a roku 1900 řádným profesorem církevního práva. Vedle toho přednášel i obchodní a směnečné právo na pražské polytechnice a stále národohospodářství a statistiku na obchodní akademii. Patřil k oblíbeným pedagogům – jeho výklady byly poutavé a byl vždy ochotný vysvětlovat a pomáhat. Dějiny křesťanství dával do souvislosti s obecnými, kanonické právo zase srovnával s občanským, které na něj v řadě ohledů navázalo.
V dubnu 1900 se zúčastnil manifestační schůze v Domažlicích na podporu zakládání českých vysokých škol na Moravě. Vystoupil tam s přednáškou o manželství. Dvakrát byl děkanem právnické fakulty (1902 a 1908) a 1. října 1914 byl jmenován rektorem české Karlo-Ferdinandovy univerzity. V dubnu 1915, v době relativních úspěchů ústředních mocností za první světové války, na akademické půdě nepřímo podpořil práva českého národa výrokem, že „není moci na světě, která by mohla trvale podrobit uvědomělý národ“. V říjnu téhož roku se stal členem výboru vládou organizované charity, která od občanů vybírala finanční příspěvky na pomoc pozůstalým po padlých vojácích (vdovský a sirotčí pomocný fond veškeré ozbrojené moci).
Po vzniku Československa se jako znalec zapojil do řešení záležitostí církevní politiky. Například v dubnu 1921 vystoupil ve Státoprávní společnosti v Karolinu s přednáškou, v níž popsal pozitivní vliv případné odluky církve a státu na různé oblasti života (majetek a financování církví, manželství, výuka náboženství).
Po celý život měl vztah i k obchodnímu školství. Na počátku své kariéry vyučoval na Českoslovanské akademii obchodní, později zastával funkci školního inspektora. V posledních letech života se snažil prosadit, aby absolventi obchodních akademií mohli rovněž pokračovat ve studiu na právnických fakultách. Byl také členem a nakonec i předsedou České akademie věd.
Zemřel po dlouhé nemoci, rozloučení s ním proběhlo v olšanském krematoriu 12. května 1928.

## Dílo
- Přednášky o národním hospodářství (1892–1893)
- Kapitola z dějin úroku a lichvy (1893)
- Amortisationsgesetze (1904)
- O uherském právu manželském (1904)
- Poměr státu k církvím (1920)
- Rozluka státu a církve (1923)
- Stručný přehled formálných pramenů církevního práva do kodexu (1924)
- Vývoj poměru státu k církvi (1925)
- Základy práva kanonického (několik svazků 1918–1927)
  - Část druhá: Právo platné (1919) Dostupné online

Přispíval do Ottova slovníku naučného od prvního dílu (1888) pod zkratkou Hnr.

## Rodina
Roku 1892 se oženil s Marií Mildovou (1870–1931). Manželka Marie byla dcerou pražského advokáta a poslance českého zemského sněmu Josefa Mildeho. Manželé Hennerovi měli tři děti:
- Dcera Marie Pujmanová (1893–1958), provdaná Zátková, později za Ferdinanda Pujmana,[12] se proslavila jako spisovatelka.
- Syn Kamil Henner (1895–1967)[12] byl známý jako lékař-neurolog.
- Dcera Anna Hennerová (1899–1920)[15] se provdala za pražského dramatika Jana Bartoše a krátce na to roku 1920 tragicky zemřela.[17]

- Bratr JUDr. Theodor Henner (??–1932) byl rovněž právník; získal titul dvorního rady.[12]